# Drassodes villosus
Drassodes villosus es una especie de araña araneomorfa del género Drassodes, familia Gnaphosidae. La especie fue descrita científicamente por Thorell en 1856.
La longitud del cuerpo del macho es de 10,1-11,5 milímetros y de la hembra 10,5-15,2 milímetros. La especie se distribuye por Europa, Turquía, Rusia (Europa al Lejano Oriente), Irán y Asia Central.